# Божевольный, Сергей Иосифович
Сергей Иосифович Божевольный (дат. Sergey I. Bozhevolnyi; род. 19 июня 1955, станица Копанская, Ейский район, Краснодарский край, СССР) — российский и датский физик, профессор университета Южной Дании. На 28.11.2024 индекс Хирша 84 (Web of Science) и 100 (Google Scholar).

## Биография
Родился 19 июня 1955 года в п. Октябрьский Ейского района Краснодарского края в семье учителей физики и математики. Его отец Иосиф Моисеевич Божевольный (1918—2013) — участник Великой Отечественной войны, кавалер ордена Красной Звезды, заслуженный учитель РСФСР (1977) и отличник народного просвещения РСФСР (1985).
В 1971 году окончил десятилетнюю школу в ст. Копанская.
Выпускник МФТИ 1978 года. Там же учился в аспирантуре и в 1981 году защитил кандидатскую диссертацию «Исследование электрооптических модуляторов и дефлекторов на основе диффузных волноводов в LiNbO₃». В 1998 году защитил докторскую диссертацию «Subwavelength apertureless light confinement» в университете г. Орхуса, Дания.
- 1981—1989 ассистент, старший преподаватель, доцент Ярославского политехнического института
- 1990—1991 начальник сектора оптических технологий Института микроэлектроники АН СССР, Ярославль
- 1987,1991—посещающий учёный (visiting scientist), с 1992 преподаватель и ассоциированный профессор, с 2003 полный профессор департамента физики и нанотехнологии Ольборгского университета, Дания
- 1998—2001 преподаватель Центра Микроэлектроники, Датского Технического Университета (Technical University of Denmark), Центр Микроэлектроники
- 2001—2004 технический директор (Chief Technical Officer), Micro Managed Photons A/S, Дания
- с 2008 профессор нано-оптики, с 2013 руководитель центра нано-оптики Университета Южной Дании, Оденсе.

В 2006 году совместно с профессором Университета Жана Монне Александром Тищенко основал в МФТИ Лабораторию нанооптики и плазмоники.
В 2017-2024 - в списке самых высокоцитируемых ученых (Highly Cited Researchers, Clarivate/Thomson-Reuters).

## Награды
- Избран членом-корреспондентом (OSA Fellow) Оптического Общества Америки (Optical Society of America),  2007
- Премия года лучшему ученому от газеты “Fyens Stiftstidendes Forskerpris”,  2009
- Выбран членом Датской Академии Естественных Наук (DNA), 2011
- Премия Виллума Канна-Расмуссена (за выдающийся вклад в развитие технических и естественных наук, 2019)[4]
- Премия Датского Оптического Общества (за выдающийся вклад в ближне-полевую оптику и основополагающие усилия в развитие нано-оптики в Дании, 2019)
- Выбран членом Датской Академии Технических Наук (ATV), 2019
- Премия Европейского Физического Общества за исследования в области лазерной науки и приложений, 2020.
- Рыцарь (кавалер) ордена Данеброг, 2024[5]

Книги: http://www.worldcat.org/search?q=au:Bozhevolnyi,+Sergey+I.,&qt=hot_author